# Zdelov
Zdelov (en allemand : Sdelow) est une commune du district de Rychnov nad Kněžnou, dans la région de Hradec Králové, en République tchèque. Sa population s'élevait à 259 habitants en 2020.

## Géographie
Zdelov se trouve à 4 km à l'est de Borohrádek, à 13 km au sud-ouest de Rychnov nad Kněžnou, à 26 km à l'est-sud-est de Hradec Králové et à 122 km à l'est de Prague.
La commune est limitée par Čestice au nord, par Kostelec nad Orlicí à l'est, par Čermná nad Orlicí au sud, et par Borohrádek et Žďár nad Orlicí à l'ouest.

## Histoire
La première mention écrite de la localité date de 1342.